# 최은경 (다이빙 선수)
최은경(1994년 11월 20일~)은 조선민주주의인민공화국의 다이빙 선수로, 2014년 아시안 게임에서 동메달을 획득했다.